# Kap Freeman (Sturge Island)
Kap Freeman ist ein Kap, welches das nördliche Ende von Sturge Island im Archipel der ostantarktischen Balleny-Inseln bildet.
Namensgeber ist Thomas Freeman († 1839), der als Schiffsführer der Sabrina gemeinsam mit John Balleny im Februar 1839 die Balleny-Inseln entdeckt hatte und beim Untergang des Schiffs in einem Sturm am 24. März 1839 ums Leben gekommen war.